# Ранні єпископи Єрусалиму

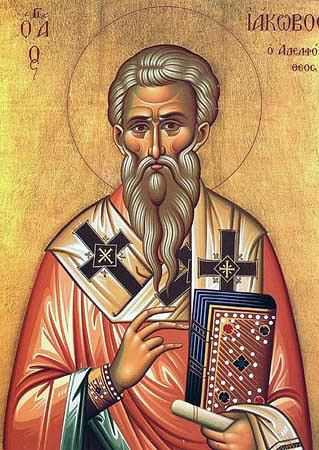
Яків Праведний, підтримував ідею не обтяжувати навернення язичників у християнство

Ранні єпископи Єрусалиму — це єпископи єдиної християнської церкви, що служили у м. Єрусалим від заснування церкви (І ст. н. е.) і до її розколу на Халкідонському соборі (451).
Згідно з церковною традицією, засновником Єрусалимської церкви вважають Ісуса Христа, який саме з цього міста розпочав свою проповідь. 
По тому християни в Єрусалимі дотримувалися колегіальної системи управління, що відображало їхнє відчуття належності до ширшої єврейської громади. На початку керівним органом громади була апостольська рада, яка згадується у Новому Завіті (Дії 11:30; 15:22).
Зі збільшенням вірян актуалізувалося питання про ставлення християн до старозавітного закону. З метою його вирішення у 49 році в Єрусалимі зібрався перший в історії християнства Апостольський собор.
Рішенням собору стало звільнення новонавернених язичників від юдейських практик обрізання, жертвопринесення тварин в Єрусалимському храмі та деяких інших.
На Халкідонському соборі як єресь було засуджено монофізитство, а єпископу Єрусалиму був наданий статус патріарха.
Не всі ранні християнські єпископи визнали прийняті на соборі рішення: коптська (єгипетська), ефіопська та вірменська григоріанська церкви відмовилися підкоритися рішенню більшості, з чого почався розкол єдиної церкви.

## Єпископи Єрусалиму (з євреїв)
Євсевій Кесарійський у своїй «Церковній історії» наводить імена тридцяти шести єпископів Єрусалиму, які забезпечували безперервність церковного керівництва до 324 року. Перші п'ятнадцять єпископів походили з євреїв і займали свої посади до повстання Бар-Кохби (132—135 рр.). Після повстання євреям було заборонено відвідувати Єрусалим, тому всі наступні єпископи були охрещеними язичниками.
Євсевій писав:
Списку єрусалимських єпископів, який би вказував час їхнього служіння, я ніде не знайшов (кажуть, щоправда, що вони були недовговічними). З писемних джерел я тільки дізнався, що до облоги Єрусалима Адріаном їх було п'ятнадцять, які послідовно змінювали один одного, що всі вони були споконвічними євреями і вчення Христа прийняли щиро, так що люди, які могли про це судити, вважали їх гідними єпископського служіння. Уся Церква в них складалася з євреїв, що повірили, починаючи від апостолів і до тих, хто дожив до тієї облоги, коли юдеї, що знову відпали від римлян, були розбиті в нелегкій боротьбі.

Так як з цього часу єпископів з обрізаних більше не було, слід перерахувати їх, починаючи з першого. Першим був Яків, іменований братом Господнім; другим — Симон, третім — Юст, Закхей — четвертим, п'ятим — Товія, шостим — Веніамін, Іван — сьомим, восьмим — Матвій, дев'ятим — Пилип, десятим — Сенека, одинадцятим — Юст, дванадцятим — Левій, тринадцятим — Єфрем, чотирнадцятим — Йосип, останнім, п'ятнадцятим — Юда. Стільки було в Єрусалимі єпископів, від апостолів і дотепер; всі вони з обрізаних.— 
Ці події відображають важливий перехід у ранньому християнстві від його коренів у єврейській традиції до ширшого включення язичників. Зміни що відбулись в християнській церкві в цей період були і соціальним і етнічним і теологічним, що сильно вплинуло на подальший розвиток християнської церкви. (Дії 15:13-29)
Перелік єпископів в цей період:
- Яків Праведний (до 62)
- Симон I (62–107)
- Юст I (107—111)
- Закхей (111–???)
- Товія (???–???)
- Веніамін I (???–117)
- Іван I (117–???)
- Матвій I (???–120)
- Пилип (???–124)
- Сенека (???–???)
- Юст II (???–???)
- Левій (???–???)
- Єфрем (???–???)
- Йосип I (???–???)
- Юда (???–134)

## Єпископи Елії Капітолінської (з язичників)
Після повстання Бар-Кохби в 135 році римський імператор Адріан прийняв рішення викорінити Юдаїзм у провінції Юдея. Провінція була перейменована на Сирію Палестинську, а Єрусалим залишився в руїнах. На руїнах почали будувати нове місто, яке назвали Елія Капітоліна.
Євреям було заборонено відвідувати це місто, за винятком одного дня на рік — дня Тиша бе-Ав, коли вони могли оплакувати руйнування Храму. У цей період, місцевою християнською громадою почали керувати єпископи які походили з навернутих у християнство язичників, оскільки юдеї не могли жити в Елії Капітоліні. Єпископи призначалися під керівництвом митрополитів Кесарії, які на той час мали найвищий єпископський сан у християнській церкві.
До заснування патріархатів у 325 році митрополити виконували роль ключових церковних лідерів, контролюючи діяльність єпископів у своїх регіонах і забезпечуючи збереження церковної структури.
Перелік єпископів в цей період:
- Марк (134–???)
- Кассіан (???–???)
- Публій (???–???)
- Максим I (???–???)
- Юліан I (???–???)
- Гай I (???–???)
- Сіммах (???)
- Гай II (???–162)
- Юліан II (162–???)
- Капіон (???–???)
- Максим II (???–???)
- Антонін (???–???)
- Валент (???–???)
- Доліхіан (???–185)
- Нарцисс (185–???)
- Діус (???–???)
- Германій (???–???)
- Гордій (???–211)
- Нарцисс (був відновлений) (???–213)
- Олександр (213-251)
- Мазабан (251–260)
- Іменей (260–298)
- Замуда  (298–300)
- Гермон (300–314)
- Макарій I (314–333), з 325 єпископ Єрусалимський

## Єпископи Єрусалиму

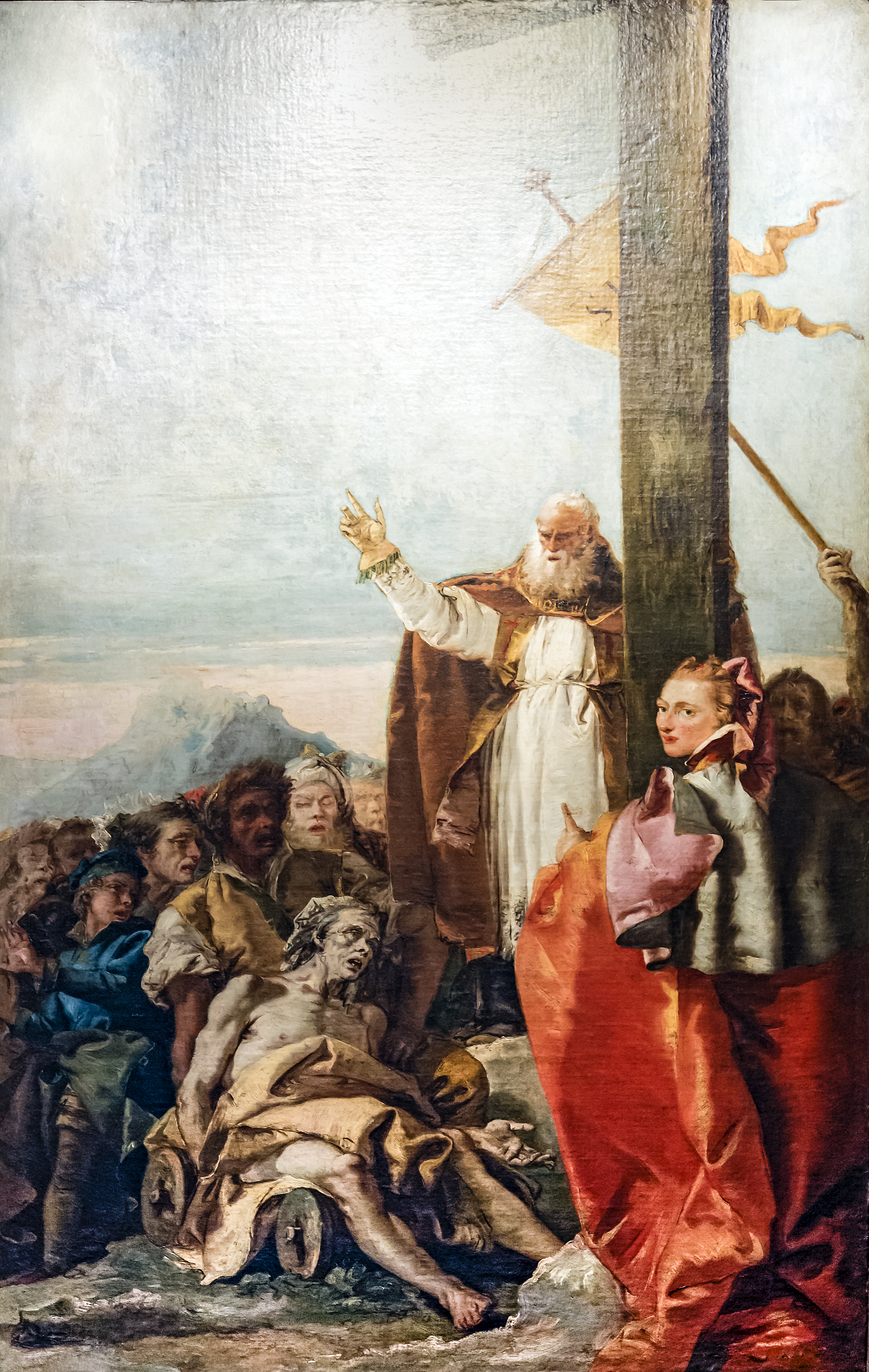
Макарій Єрусалимський

Після Першого Нікейського собору 325 року Єрусалиму повернули його стару назву, та він знову отримав особливий релігійний статус. Хоча місто ще не стало митрополією, собор визнав його важливість як духовного центру. Саме під час цього Собору вперше було засновано патріархати, які визначали ієрархічну структуру християнської церкви.
На цьому етапі єпископів Єрусалиму почали призначати патріархи Антіохії.
Перелік єпископів в цей період:
- Макарій I (325–333)
- Максим III (333–348)
- Кирило I (350–386)
- Іван II (386–417)
- Правлій (417–422)
- Ювеналій (422–458), з 451 патріарх

Халкедонський собор у 451 році надав Єрусалимському єпископу статус патріарха, зробивши його одним із п’яти предстоятелів Пентархії.
Також на соборі стався розкол. Основною причиною цього розколу стало неприйняття Халкідонського визначення віри частиною духовенства і мирян. Халкідонський собор, зібраний для вирішення суперечок щодо природи Христа, проголосив, що Христос має дві природи — божественну і людську — які нероздільні й незлитні. Це визначення не було прийняте монофізитами, які наполягали на тому, що у Христа лише одна, божественна природа.
У Єрусалимі ця богословська суперечка привела до того, що нехалкидонське духовенство обрало свого альтернативного єпископа, Феодосія, у 451 або 452 роках. Феодосій був лідером монофізитської фракції та отримав підтримку значної частини місцевої громади. Однак він не зміг втримати свою позицію надовго: у 453 році його було відправлено у вигнання, і офіційна церковна влада залишилася на боці халкідонітів.
Для детального ознайомлення зі списком єпископів Єрусалиму з різних гілок після цих подій, зверніться до наступних статей:
- Греко-православний патріарх Єрусалиму
- Сирійський православний єпископ Єрусалиму
- Латинські Патріархи Єрусалиму